# TSI試験

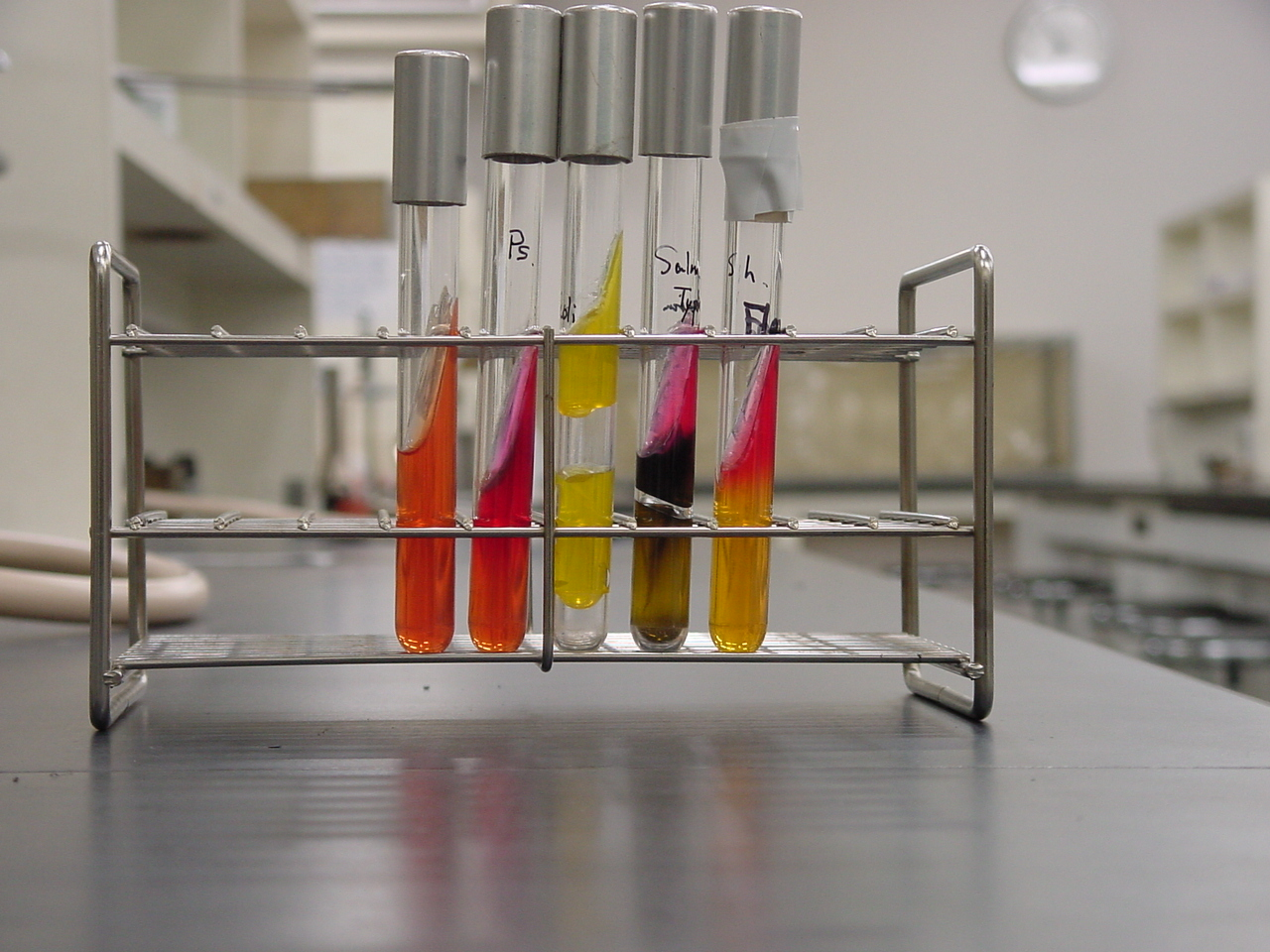
TSI試験に結果。左から、未植菌(コントロール)、P. aeruginosa、E. coli、Salmonella Typhimurium、Shigella flexneri

TSI試験 (Triple Sugar Iron test) とは微生物学における微生物の鑑別試験の一つで、検体微生物の糖類の発酵能および硫化水素の産生能を明らかにするものである 。その際に用いられる鑑別培地がTSI斜面培地 (TSI slant) である。主に、Salmonella属やShigella属といった腸内細菌を同定可能である。

## TSI斜面培地
TSI斜面培地の調製の際は、寒天粉末適量、フェノールスルホンフタレイン(pH感受性染料)、ラクトース1%、スクロース1%、グルコース0.1% を試験管に入れ、チオ硫酸ナトリウムと硫酸鉄(II)または硫酸アンモニウム鉄(II)を加える。
これらをよく撹拌して均一にし、オートクレーブ滅菌する。オートクレーブ後の冷却時間に、培地上面が斜めになるよう培地を固化させる。培地表面と培地内部で、好気条件の場所と嫌気条件の場所とが現れ、また、斜めの形状により斜面では曝される酸素濃度が場所により異なる。
TSI寒天培地は、細菌のラクトース発酵能を決定するためのKligler's iron agarを基に開発された培地であり、スクロース発酵能も決定するためにスクロースも追加されている。

## 試験結果の解釈
TSI試験では培地中に含まれる3種類の糖の分解能および副産物の違いから細菌の発酵能を解析することができる 。糖発酵の副産物は通常、酸であり、培地のpHを変えることによりpH感受性染料のフェノールスルホンフタレイン(フェノールレッド)を赤色から黄色に変える。培地上で黄色に変色した部位ではグルコース発酵が行われており、ラクトースまたはスクロース発酵現場と区別できる。
TSI斜面培地は、酸素を含む空気に触れる好気条件の斜面部と、空気に触れない嫌気的な培地内部の高層部に分かれる。高層部で変色を引き起こす細菌は嫌気性である。
多くの細菌はチオ硫酸アニオンを最終電子受容体に利用することができ、硫化物に還元する。この還元反応で生成される硫化水素(H2S)は培地中の硫酸鉄(II)と反応し、硫化鉄(II)を生成して黒い沈殿が現れる。硫化鉄を生成する細菌にはSalmonella属、Proteus属、Citrobacter属、Edwardsiella属がある。この黒い沈殿はたいてい、培地の高層部で観察される。
非ラクトース発酵性でグルコース発酵性の細菌ではまず植菌から8時間後に斜面と低部で黄変が見られ、24時間後に斜面部と高層部は赤色に変わる。ラクトースとグルコースの両方を発酵する細菌では酸が大量に発生するため培地全体が黄色になる。H2Sの発生による黒化は高層部の黄変を隠す恐れがある。Salmonella enterica Typhi血清型は高層部と斜面部の境界領域で黒化を引き起こす。

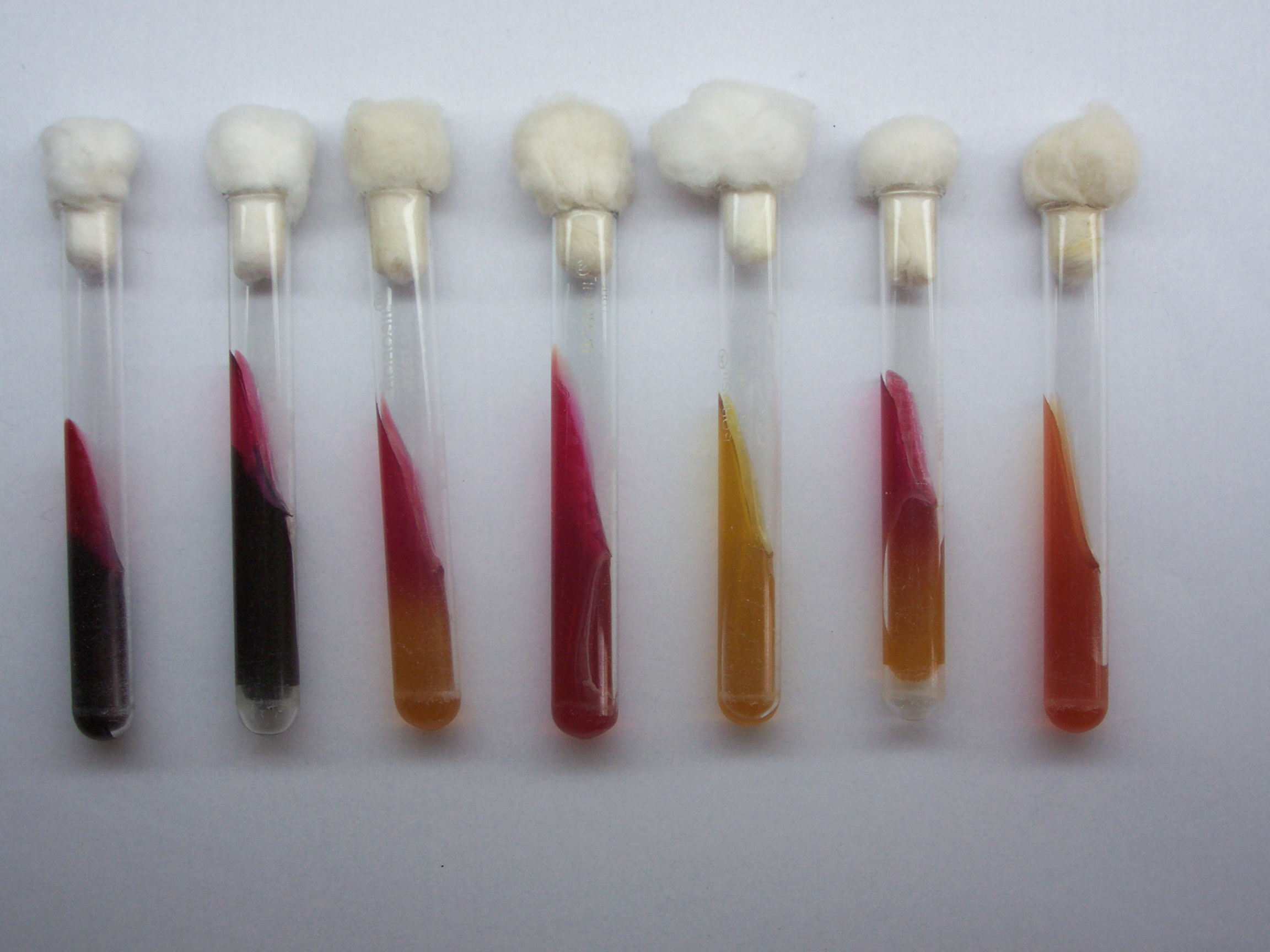
Various reactions seen in TSI agar

嫌気的条件では多くの細菌はチオ硫酸を電子受容体に利用し、これを水素ガスに還元する。TSI斜面培地ではこの現象は高層部で底部に向かって起こる。水素ガスはあまり可溶性ではなく、画線に沿って、あるいは寒天培地とガラス壁面の間、あるいは斜面部の底に溜まる液体に泡として観察されることがある。水素ガスの発生は培地を持ち上げ試験管底に空間を出現させたり、培地に割れ目を作ったりすることもある。二酸化炭素ガスは水素ガスよりずっと可溶性であるため、泡の発生や上記の現象を引き起こすことはない。